# 格蘭布克費爾德馬克湖

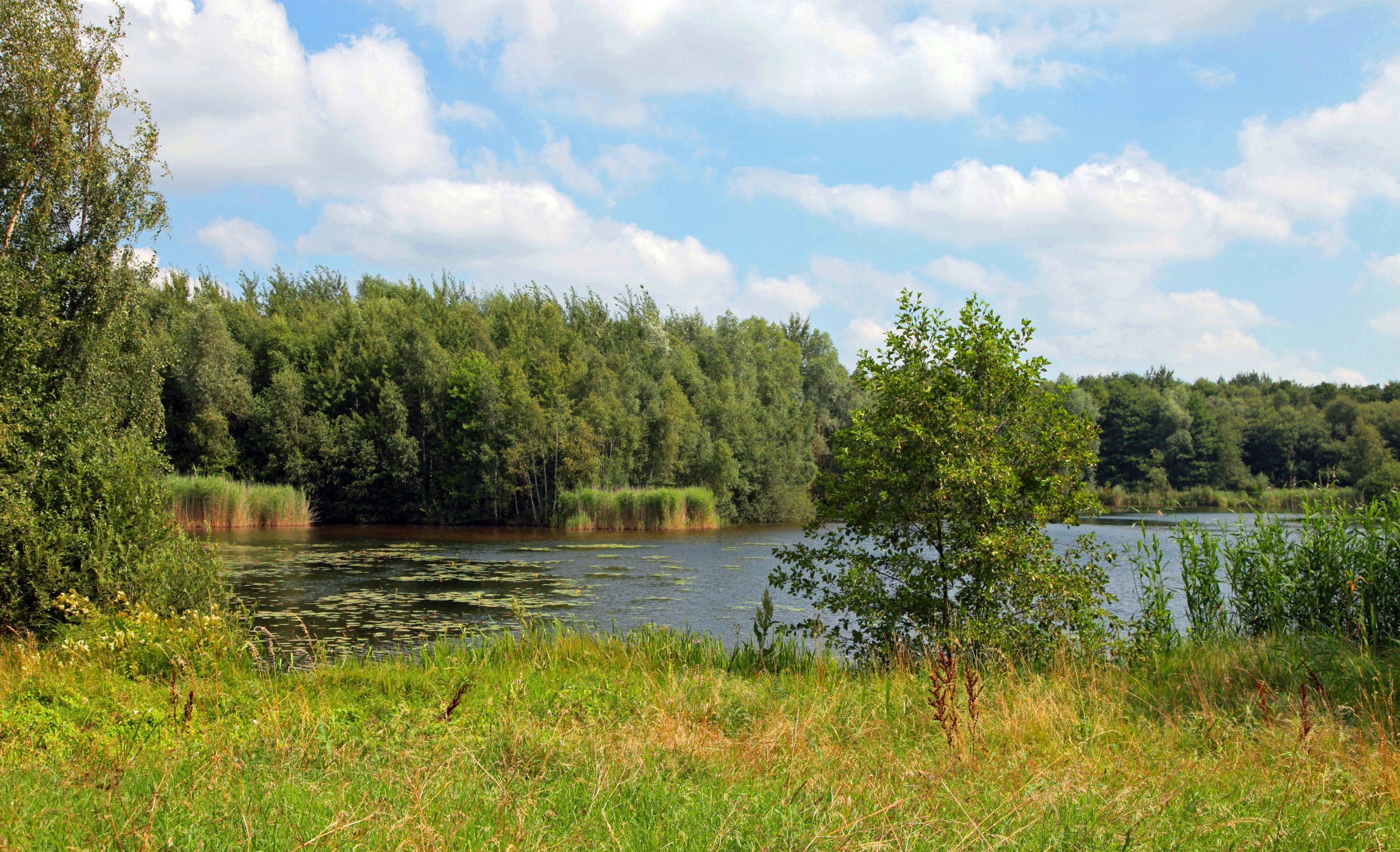

53°9′15″N 8°43′41″E / 53.15417°N 8.72806°E
格蘭布克費爾德馬克湖（德語：Grambker Feldmarksee），是德國的湖泊，位於該國西北部，由不來梅州負責管轄，面積0.09平方公里，平均水深13米，最大水深19米，水體容量117.9萬立方米。